# Вугленосна площа
Вугленосна площа (рос. угленосная площадь, англ. coal-bearing area; нім. Kohlenfeld) — велика, сумірна за розмірами з вугільними басейнами територія, в межах якої на основі сприятливих геологічних передумов, а також наявності непов'язаних в єдиному структурному плані роз'єднаних поодиноких вугільних родовищ або вуглепроявів передбачається можливість великомасштабного вуглеутворення. Менш значні за розмірами і масштабами локалізації вуглеутворення вугільні площі виділяються як вугленосні райони.